# Björk, Uppsala kommun
Björk är en bebyggelse norr om Lårstaviken i Västeråkers socken i Uppsala kommun. Från 2015 avgränsar SCB här en småort.